# 大人力検定
大人力検定（おとなりょくけんてい）は、2007年3月8日にコナミデジタルエンタテインメントから発売されたニンテンドーDS向けゲームである。石原壮一郎の「大人モノ」シリーズのひとつ『大人力検定』をゲーム化したもの。

## 構成
メニューは4つ。
「大人の講座」「大人の検定」「大人の教本」「大人の情報」学びながら大人山を登り、山頂を目指す。

### 大人講座
講座では初級、中級、上級と別れて選択でき、中級のみ選択可能ジャンルが設定されている。
正解数に応じてOTP(大人ポイント)が加算される。

### 大人検定
検定ではビジネス、マナー、恋愛、プライベート、知識の項目ごとに検定があり、講座の進展具合で次のクラスに進めるようになる。いずれもS(優秀)からE(最低)まで評価される。
- ビジネス

クラス1-社内会話力検定(マイク入力)
クラス2-伝言メモ力検定(タッチペン&マイク入力)
クラス3-聞いてるフリ検定(タッチペン)
クラス4-焼き肉接待力検定(タッチペン)
クラス5-トラブル消火検定(タッチペン)
- マナー検定

クラス1-名刺交換力検定(タッチペン)
クラス2-お局はさみ力検定(タッチペン)
クラス3-会話転がし力検定(タッチペン)
クラス4-マッチング力検定(タッチペン)
クラス5-瞬間お辞儀力検定(十字ボタン&タッチペン)
- 恋愛検定

クラス1-怒りしずめ力検定(十字ボタンタッチペン)
クラス2-残業片付け力検定(タッチペン)
クラス3-恋愛会話力検定(マイク入力)
クラス4-ラブ決定力検定(タッチペン&マイク入力)
クラス5-ドライブ力検定(マイク入力)
- プライベート検定

クラス1-ホームラン力検定(タッチペン)
クラス2-ナンパ野郎力検定(タッチペン)
クラス3-止まり木力検定(タッチペン)
クラス4-ケンカ仲裁力検定(タッチペン)
クラス5-別れの波止場検定(マイク入力)
- 知識検定

クラス1-パーティ力検定(タッチペン)
クラス2-敬語駆使力検定(マイク入力)
クラス3-アレアレ上司検定(タッチペン)
クラス4-ジェスチャー検定(タッチペン)
クラス5-出身地ホメ力検定(タッチペン)

## 大人の教本
大人げなさの研究、大人ギャグ入門、大人歳時記、大人のフレーズ集と分かれており、
巻物にはアドバイスが書かれている。この部分が主に書籍に基づいている。

## 大人の情報
大人力グラフでは自分のパラメータ、名刺ホルダーでは交換した名刺参照、
大人の復習では過去の問題を参照できる。